# Façade pattern
Letteralmente façade significa "facciata", ed infatti nella programmazione ad oggetti indica un oggetto che permette, attraverso un'interfaccia più semplice, l'accesso a sottosistemi che espongono interfacce complesse e molto diverse tra loro, nonché a blocchi di codice complessi.
Consideriamo, ad esempio, la seguente situazione in cui una classe Client, per realizzare una singola operazione deve accedere ad alcune classi molto differenti tra loro.
L'utilizzo del pattern façade (qui realizzato attraverso la classe Facade) permette di nascondere la complessità dell'operazione, poiché in questo caso la classe Client chiama soltanto il metodo metodoUnico per realizzare la stessa operazione.
Il vantaggio è ancora più evidente se questo pattern viene utilizzato in una libreria software, poiché rende indipendente l'implementazione della classe Client dall'implementazione dei vari oggetti Class1, Class2, etc.
Nelle librerie standard Java (Java 2 Platform, Standard Edition) questo pattern viene spesso usato; considerando ad esempio tutte le classi disponibili per fare il rendering del testo o delle forme geometriche, un programmatore può ignorare tutte queste classi e utilizzare unicamente le classi façade (Font e Graphics) che offrono un'interfaccia più semplice e omogenea.

## Esempio in Java
Esempio di come un client ("you") interagisca tramite un facade (il "computer") ad un sistema complesso (parti interne come CPU e HardDisk).
```
/* Parti complesse */

class
 
CPU
 
{

    
public
 
void
 
freeze
()
 
{
 
...
 
}

    
public
 
void
 
jump
(
long
 
position
)
 
{
 
...
 
}

    
public
 
void
 
execute
()
 
{
 
...
 
}

}

class
 
Memory
 
{

    
public
 
void
 
load
(
long
 
position
,
 
byte
[]
 
data
)
 
{
 
...
 
}

}

class
 
HardDrive
 
{

    
public
 
byte
[]
 
read
(
long
 
lba
,
 
int
 
size
)
 
{
 
...
 
}

}

/* Facade */

class
 
ComputerFacade
 
{

    
private
 
CPU
 
processor
;

    
private
 
Memory
 
ram
;

    
private
 
HardDrive
 
hd
;

    
public
 
ComputerFacade
()
 
{

        
this
.
processor
 
=
 
new
 
CPU
();

        
this
.
ram
 
=
 
new
 
Memory
();

        
this
.
hd
 
=
 
new
 
HardDrive
();

    
}

    
public
 
void
 
start
()
 
{

        
processor
.
freeze
();

        
ram
.
load
(
BOOT_ADDRESS
,
 
hd
.
read
(
BOOT_SECTOR
,
 
SECTOR_SIZE
));

        
processor
.
jump
(
BOOT_ADDRESS
);

        
processor
.
execute
();

    
}

}

/* Client */

class
 
You
 
{

    
public
 
static
 
void
 
main
(
String
[]
 
args
)
 
{

        
ComputerFacade
 
computer
 
=
 
new
 
ComputerFacade
();

        
computer
.
start
();

    
}

}

```